# Vipera ebneri
Vipera ebneri е вид змия от семейство Отровници (Viperidae). Видът е уязвим и сериозно застрашен от изчезване.

## Разпространение и местообитание
Разпространен е в Иран.
Обитава ливади и степи.

## Описание
Популацията на вида е намаляваща.